# ヴァイオリンソナタ第36番 (モーツァルト)
ヴァイオリンソナタ第36番 変ホ長調 K.380(374f)は、ヴォルフガング・アマデウス・モーツァルトが作曲したヴァイオリンソナタである。K.55～K.61までの偽作（K.61はヘルマン・フリードリヒ・ラウパッハの作品）を除けば第28番である。

## 概要
マンハイム・パリ旅行からウィーンに定住する1781年までにかけて、モーツァルトは12曲のヴァイオリンソナタを作曲している。第36番は1781年の4月7日にウィーンで作曲されたもので（夏に作曲されたとする説がある）、その最後を飾る作品である。
モーツァルトがあくまで自身のヴィルトゥオジティを誇示するために構成された作品であると同時に、ヴァイオリン・パートも当時としては斬新な扱いがなされている。テクニック的にも楽想的にもピアノと対等な立場で緊密に絡み合うように設計されている。そこでは二重奏ソナタとしてのほぼ完全に近いバランスが実現されている。
なお、これ以降モーツァルトはセットでヴァイオリンソナタを作曲することをしなくなった。

## 構成
3楽章で構成され、演奏時間は約16分。
第1楽章 アレグロ　変ホ長調
　ソナタ形式による楽章で、2つの主題以外に第3主題と見なされることが可能な主題が登場していることが窺える。
第2楽章 アンダンテ・コン・モート　ト短調
　ト短調で書かれた緩徐楽章である。半音階的な動きが印象深い効果を実現させている。
第3楽章 ロンドー、アレグロ　変ホ長調
　狩りの主題によるフランス風のロンドであり、作品の最後を生き生きと盛り上げる。